# Aegean Airlines

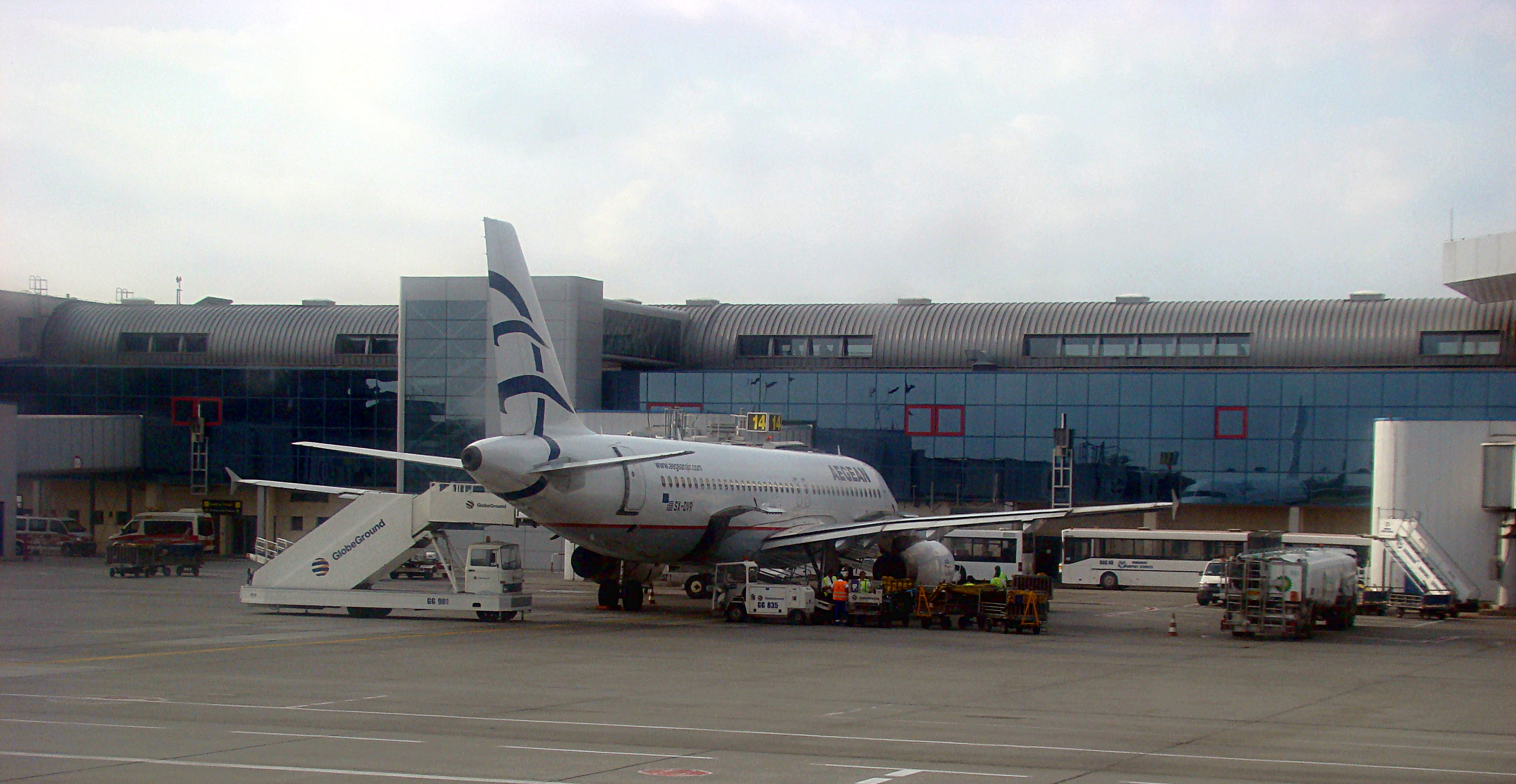
Airbus al companiei Aegean Airlines pe Aeroportul Henri Coandă

Aegean Airlines este cea mai mare companie aeriană din Grecia. În prezent operează în 43 de orașe, și are o flotă compusă din 30 de aeronave. Din luna mai 2010 va face parte din Star Aliance. Precum hub-uri sunt aeroporturile Eleftherios Venizelos International Airport și aeroportul Thessaloniki International Airport.
În 2008, a transportat 5.978.083 de pasageri surclasând pentru prima dată rivalul Olympic Airlines, care a transportat 5.265.729 de pasageri.
La data de 21 octombrie 2012, Aegean Airlines a anunțat că a încheiat o înțelegere pentru achiziționarea Olympic Air  iar achiziția a fost aprobată de Comisia Europeană un an mai târziu, la 9 octombrie 2013.  Ambii transportatori continuă să opereze sub mărci separate . În plus, Aegean Airlines a participat la etapele finale ale licitației pentru privatizarea companiei Cyprus Airways, transportatorul național al Ciprului . În urma falimentului companiei Cyprus Airways, compania Aegean Airways a stabilit un hub la aeroportul din Larnaca, inițiind astfel zboruri regulate către și dinspre insulă către diferite destinații și completarea lacunelor de serviciu create de terminarea serviciilor Cyprus Airways.
Aegean Airlines a primit o serie de premii, precum și o recunoaștere din ce în ce mai mare a industriei . Cele mai proeminente sunt cele opt premii Skytrax într-o perioadă de nouă ani (2009 - 2017) drept cea mai bună companie aeriană regională din Europa.
- 2000/2001 - Premiul ERA Bronze: compania aeriană a anului
- 2004/2005 - Premiul ERA Gold: Compania aeriană a anului
- 2005/2006 - Premiul ERA Silver: Compania aeriană a anului
- 2006/2007 - Premiul ERA Silver: Compania aeriană a anului
- 2007 - premiul Palme d'Or al ERA
- 2008/2009 - Premiul ERA Gold: Compania aeriană a anului
- 2009 - Skytrax Best Regional Airline în Europa
- 2011 - Skytrax Best Regional Airline în Europa
- 2012 - Skytrax Best Regional Airline în Europa
- 2013 - Skytrax Best Regional Airline în Europa
- 2013 - Premii de performanță pentru performanțele la timp: cea mai fiabilă companie aeriană regională din Europa pentru 2012
- 2014 - Skytrax Best Regional Airline în Europa
- 2015 - Skytrax Cea mai bună aeronavă regională din Europa 2016 - Skytrax Cea mai bună companie aeriană regională din Europa                                                                                        *2017 - Skytrax Cea mai bună companie aeriană regională din Europa

Flota Aegean Airlines conform iunie 2017:
- Airbus A319-100 (1)
- Airbus A320-100 (38) (61 incluzând în total flota OlympicAir)
- Airbus A321-232 (8)

## Destinații
- Albania

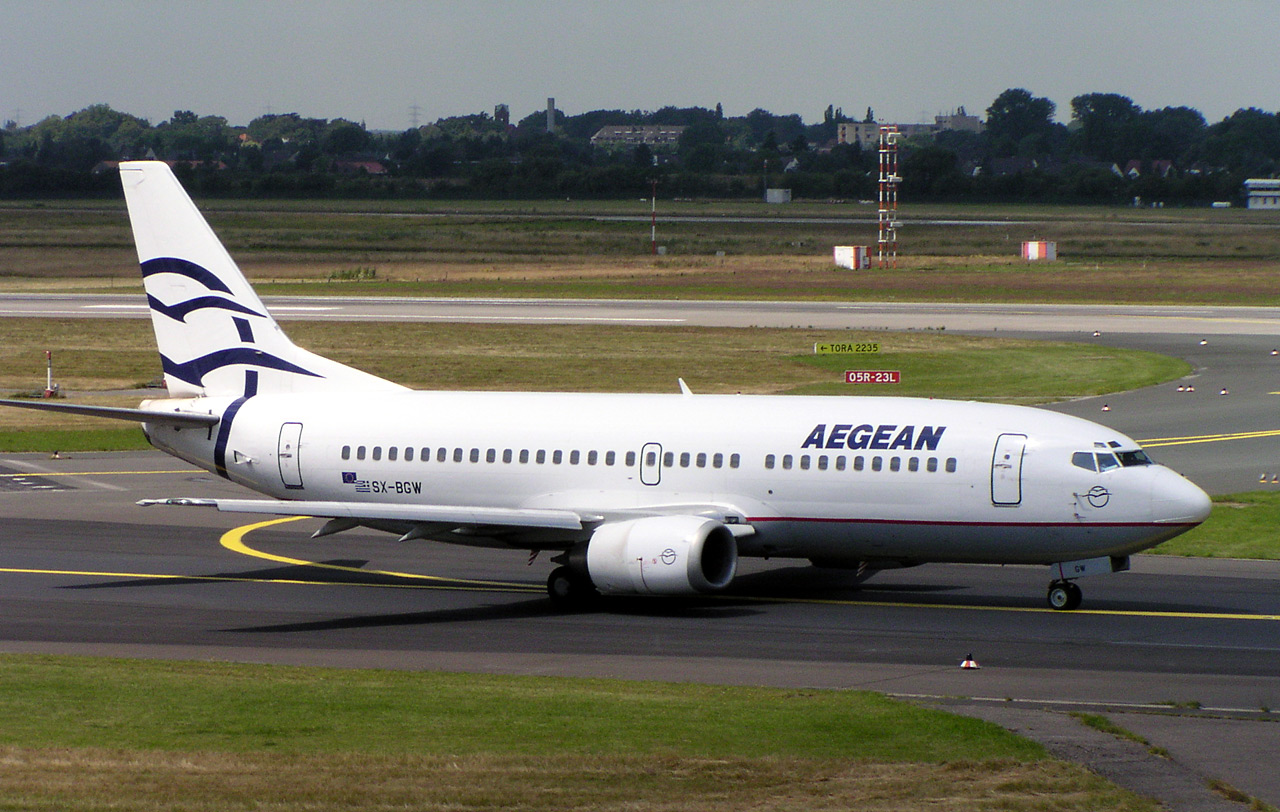
Aegean Airlines Boeing 737-300 in Düsseldorf (Germany)

  - Tirana - Tirana International Airport ''Nënë Tereza''
- Austria
  - Viena - Aeroportul Internațional Viena
- Belgia
  - Bruxelles - Brussels Airport
- Bulgaria
  - Sofia - Sofia Airport
- Cipru
  - Larnaca - Larnaca International Airport
  - Paphos - Paphos International Airport
- Egipt
  - Cairo - Cairo International Airport
- Franța
  - Paris - Aeroportul Internațional ''Charles de Gaulle''
- Germania
  - Berlin - Berlin Tegel Airport
  - Düsseldorf - Aeroportul Internațional Düsseldorf
  - Frankfurt - Aeroportul Internațional Frankfurt
  - München - Aeroportul München ''Franz Josef Strauß''
  - Stuttgart - Stuttgart Airport
- Grecia
  - Alexandroupoli - Alexandroupolis International Airport
  - Atena - Athens International Airport Hub
  - Chania - Chania International Airport,"Ioannis Daskalogiannis"
  - Chios - Chios Island National Airport
  - Corfu - Corfu International Airport, "Ioannis Kapodistrias"
  - Heraklion - Heraklion International Airport, "Nikos Kazantzakis"
  - Ioannina - Ioannina National Airport
  - Kavala - Kavala International Airport
  - Kefalonia - Kefalonia Island International Airport
  - Kos - Kos Island International Airport
  - Lemnos - Lemnos International Airport
  - Mykonos - Mykonos Island National Airport
  - Mytilene - Mytilene International Airport
  - Rodos - Rhodes International Airport, "Diagoras"
  - Samos - Aeroportul Internațional Samos
  - Santorini - Santorini (Thira) National Airport
  - Salonic - Thessaloniki International Airport, "Macedonia" Hub
- Israel
  - Tel Aviv - ''Ben Gurion'' International Airport
- Italia
  - Milano - Aeroportul Internațional Milano-Malpensa
  - Roma - Aeroportul Internațional ''Leonardo da Vinci''-Fiumicino
  - Veneția - Venice Marco Polo Airport (sezonier)
- România
  - București - Aeroportul Internațional ''Henri Coandă''
- Serbia
  - Belgrad - Belgrade ''Nikola Tesla'' Airport
- Spania
  - Barcelona - Barcelona Airport
  - Madrid - Aeroportul Internațional Madrid - Barajas
- Turcia
  - Istanbul - ''Atatürk'' International Airport
- Regatul Unit al Marii Britanii și al Irlandei de Nord
  - Londra - Aeroportul Londra ''Heathrow''